# Dayton (Nevada)
Dayton – jednostka osadnicza w Stanach Zjednoczonych, w stanie Nevada, w hrabstwie Lyon.